# Австралийская пятнистая кошачья акула
Австралийская пятнистая кошачья акула (лат. Asymbolus analis) — один из видов рода австралийских пятнистых кошачьих акул (Asymbolus), семейство кошачьих акул (Scyliorhinidae).

## Ареал
Это эндемичный вид, обитающий в восточной части Тихого океана у берегов Австралии от юго-восточного Квинсленда до Виктории. Встречается на континентальном шельфе на глубине от 40 до 159 м.

## Биология
Достигает длины 60 см. У самцов половая зрелость наступает при достижении длины 45,8 см, а у самок — 45,5 см. Рацион состоит из ракообразных, кальмаров и маленьких рыб. Австралийские пятнистые кошачьи акулы размножаются, откладывая яйца, у них имеется один яичник. Беременные самки встречаются в марте, сентябре и октябре, что позволяет сделать предположение о том, что размножение имеет у этого вида сезонный характер.

## Взаимодействие с человеком
Изредка попадает в качестве прилова в глубоководные сети. 